# Orca (barca)
L'Orca è una barca da caccia immaginaria, comparsa prevalentemente nel romanzo Lo squalo (1974) e nel film omonimo (1975), e brevemente in Lo squalo 2 (1978).

## Storia
L'Orca prende il nome dal nemico naturale degli squali ed è il famoso peschereccio capitanato da Quint, un veterano di guerra conosciuto tra gli abitanti dell'isola di Amity come un pescatore dedito a cacciare squali per vendetta.
Ingaggiato per catturare uno squalo bianco atipicamente aggressivo, Quint fu affiancato nella missione dal capo della polizia di Amity, Martin Brody, e dal giovane ricercatore dell'istituto oceanografico Matt Hooper, che fungevano da equipaggio.
Negli eventi che seguirono, Quint tentò molti trucchi per catturare lo squalo nel corso di due giorni, prima attirandolo con una canna da pesca a mulinello, poi arpionandolo con il suo fucile ad arpione per conficcargli dei barili galleggianti, nella speranza di costringerlo a risalire in superficie.
Sebbene la barca fosse stata progettata per cercare e catturare squali, alla fine non fu all'altezza del predatore astuto e inseguitore che Quint era stato incaricato di catturare. Nel tentativo di attirare il predatore nelle acque basse, l'Orca finì con il motore guasto e lo squalo la fece affondare saltando sulla poppa. Dopo essersi inclinata a sinistra, Brody riuscì a sparare con un fucile dall'albero della barca che affondava contro una bombola di aria compressa nella bocca dello squalo, uccidendolo e ponendo fine alla minaccia per Amity.
Il relitto dell'Orca compare nel primo sequel, Lo squalo 2 (1978).